# Liste der Baudenkmäler in Horn-Bad Meinberg
Die Liste der Baudenkmäler in Horn-Bad Meinberg enthält die denkmalgeschützten Bauwerke auf dem Gebiet der Stadt Horn-Bad Meinberg im Kreis Lippe in Nordrhein-Westfalen (Stand: April 2018). Diese Baudenkmäler sind in der Denkmalliste der Stadt Horn-Bad Meinberg eingetragen; Grundlage für die Aufnahme ist das Denkmalschutzgesetz Nordrhein-Westfalen (DSchG NRW).

| Bild                                                 | Bezeichnung                                          | Lage                                                      | Beschreibung | Bauzeit                                  | Eingetragen seit   | Denkmal- nummer |
| ---------------------------------------------------- | ---------------------------------------------------- | --------------------------------------------------------- | --- | ---------------------------------------- | ------------------ | --------------- |
| weitere Bilder                                       | Fachwerkhaus in Horn                                 | Horn Leopoldstaler Str. 14 Karte                          | | 1817 bezeichnet                          | 26. Juli 1983      | 01.1            |
| Fachwerkhaus                                         | Fachwerkhaus                                         | Horn Heerstr. 3 a (ehem. Kirchstraße 2) Karte             | | 1860 bezeichnet (Umbau), im Kern 17. Jh. | 26. Juli 1983      | 01.2            |
| Fachwerkhaus                                         | Fachwerkhaus                                         | Horn Burgstr. 17 Karte                                    | |                                          | 8. Dezember 1983   | 01.3            |
| weitere Bilder                                       | Evangelische Kirche Horn                             | Horn Kirchstr. 8 Karte                                    | |                                          | 19. Dezember 1983  | 01.4            |
| Fachwerkhaus                                         | Fachwerkhaus                                         | Horn Kirchstr. 3 Karte                                    | |                                          | 14. Dezember 1983  | 01.5            |
| weitere Bilder                                       | Kotzenbergscher Hof                                  | Horn Marktplatz 1 Karte                                   | | 1616–1618                                | 14. Dezember 1983  | 01.6            |
| Giebelhaus                                           | Giebelhaus                                           | Horn Mittelstr. 71 Karte                                  | erbaut von Kanzler Johann von Rintelen; Utlucht erbaut 1563, Renaissancefassade von 1579. Die Fassade wird Hermann Wulff zugeschrieben. |                                          | 16. Januar 1984    | 01.7            |
| Fachwerkhaus                                         | Fachwerkhaus                                         | Horn Mittelstr. 54 Karte                                  | |                                          | 16. Januar 1984    | 01.8            |
| Jugendstilhaus                                       | Jugendstilhaus                                       | Horn Kirchstr. 9 Karte                                    | |                                          | 16. Januar 1984    | 01.9            |
| Fachwerkhaus                                         | Fachwerkhaus                                         | Horn Mittelstr. 36 Karte                                  | |                                          | 16. Januar 1984    | 01.10           |
| Fachwerkgiebelhaus                                   | Fachwerkgiebelhaus                                   | Horn Pfuhlstr. 17 Karte                                   | Vierständerbau dessen Torbalken mit ornamentalen Tulpen verziert ist. | 1738 bezeichnet                          | 16. Januar 1984    | 01.11           |
| Fachwerkgiebelhaus                                   | Fachwerkgiebelhaus                                   | Horn Nordstr. 5 Karte                                     | Fachwerkbau mit reichen Zierschnitzereien, 1613 durch den Ratskämmerer Hermann Lotze und dessen Ehefrau Margaretha Möllen erbaut. | 1613                                     | 16. Januar 1984    | 01.12           |
| Fachwerkgiebelhaus                                   | Fachwerkgiebelhaus                                   | Horn Nordstr. 9 Karte                                     | Fachwerkbau mit Fächerrosetten, 1579 durch den Rathsherrn Peter Steffern errichtet. | 1579                                     | 16. Januar 1984    | 01.13           |
| Fachwerkgiebelhaus                                   | Fachwerkgiebelhaus                                   | Horn Nordstr. 17 Karte                                    | Fachwerkbau mit seitlichem Deelentor, 1655 durch den Schneider Henrich Rugener und seiner Ehefrau Anna Hellweg errichtet. | 1655                                     | 16. Januar 1984    | 01.14           |
| Fachwerkgiebelhaus                                   | Fachwerkgiebelhaus                                   | Horn Nordstr. 21 Karte                                    | Vierständerbau mit mittlerer Deele und aufwändiger Zierinschrift. | 1731                                     | 16. Januar 1984    | 01.15           |
| Fachwerkgiebelhaus                                   | Fachwerkgiebelhaus                                   | Horn Nordstr. 23 Karte                                    | erbaut von Johann Cord Lahmann und Catharina Magdalena Meier | 1731                                     | 16. Januar 1984    | 01.16           |
| Fachwerkgiebelhaus                                   | Fachwerkgiebelhaus                                   | Horn Nordstr. 25 Karte                                    | Fachwerkhaus mit seitlicher Utlucht, bezeichnet 1710. Offenbar hat das Haus den Großbrand von 1710 teilweise überstanden. | 1710                                     | 16. Januar 1984    | 01.17           |
| Fachwerkgiebelhaus                                   | Fachwerkgiebelhaus                                   | Horn Nordstr. 29 Karte                                    | |                                          | 16. Januar 1984    | 01.18           |
| Fachwerkhaus                                         | Fachwerkhaus                                         | Horn Nordstr. 31 Karte                                    | erbaut 1731 von Adam Henrich Mettengang und Margarethe Ilsabein Giebe; zweischiffiges Fachwerk-Bürgerhaus mit Seitendiele | 1731                                     | 13. Januar 1984    | 01.19           |
| Fachwerkhaus                                         | Fachwerkhaus                                         | Horn Nordstr. 33 Karte                                    | Fachwerkhaus von 1695 | 1695                                     | 16. Januar 1984    | 01.20           |
| Fachwerkgiebelhaus                                   | Fachwerkgiebelhaus                                   | Horn Mittelstr. 48 Karte                                  | Das Fachwerkhaus mit jüngerer Utlucht wurde für den ursprünglich aus Rheda stammenden Pfarrer Wilhelm Fabricius und dessen Frau Magdalena Pezelius errichtet. Die Inschrift wurde offenbar falsch erneuert. Flaskamp las 1951: NEMO GAVDET IN VTROQVE SECVLO, dies ergab die Jahreszahl 1671.   | 1671                                     | 23. Januar 1984    | 01.21           |
| Fachwerkgiebelhaus                                   | Fachwerkgiebelhaus                                   | Horn Pfuhlstr. 11 Karte                                   | Vierständerbau mit seitlicher Utlucht, erbaut 1725 von Cord Daniel Brüggemann und Anna Ilsabein Bersebach; Fachwerkhaus mit Mitteldiele und Utlucht links des Eingangstors | 1725                                     | 5. März 1984       | 01.22           |
| Fachwerkgiebelhaus                                   | Fachwerkgiebelhaus                                   | Horn Burgstr. 30 Karte                                    | Einfacher Fachwerkbau. | 1663                                     | 5. April 1984      | 01.23           |
| Fachwerkhaus                                         | Fachwerkhaus                                         | Horn Heerstr. 72 Karte                                    | | 1743                                     | 20. September 1984 | 01.24           |
| weitere Bilder                                       | Franz-Hausmann-Denkmal                               | Horn Marktplatz Karte                                     | erbaut zu Ehren von Franz Hausmann; Einweihung 7. Mai 1882; Sandstein, 8 Meter hoch; ehemals Standort des Marktkumps | 1882                                     | 13. Februar 1985   | 01.25           |
| weitere Bilder                                       | Denkmal der 98-er                                    | Horn Externsteiner Str. Karte                             | Einweihung 23. August 1925; erbaut vom Verein der ehemaligen Angehörigen der Regimenter zusammen mit der Stadt Horn, finanziert durch Spenden; Außenmaß ca. 8 × 7 m; Sandstein mit Kupferlettern; Entwurf: Baurat Brodführer                                                                    | 1925                                     | 7. März 1985       | 01.26           |
| weitere Bilder                                       | Burg Horn (Lippe)                                    | Horn Burgstr. 13 Karte                                    | |                                          | 4. Juli 1985       | 01.27           |
| weitere Bilder                                       | Malzdarre (Eulenturm)                                | Horn Leopoldstaler Str. 22 Karte                          | | um 1500                                  | 4. Juli 1985       | 01.28           |
| Pfeifenkump                                          | Pfeifenkump                                          | Horn Mittelstr./Kirchstr. Karte                           | |                                          | 4. Juli 1985       | 01.29           |
| Stadthaus (ehemaliges Amtsgericht Horn)              | Stadthaus (ehemaliges Amtsgericht Horn)              | Horn Mittelstr. 67 Karte                                  | Barockes Fachwerkhaus mit massiven Giebelfassaden und doppelläufiger Freitreppe. Der Eingang auf der Rückseite 1756 bezeichnet, im Giebel die Jahreszahl 1758. | 1756–58                                  | 5. August 1985     | 01.30           |
| Rathaus Horn                                         | Rathaus Horn                                         | Horn Marktplatz 4 Karte                                   | Zweigeschossiger neugotischer Bau mit polygonalem Eckturm, 1865/66 durch Architekt Lakemeier errichtet. | 1865/66                                  | 9. Oktober 1987    | 01.31           |
| ehem. Spritzenhaus                                   | ehem. Spritzenhaus                                   | Horn Leopoldstaler Str. 13 Karte                          | erbaut 1883, damals noch mit Turm; in den 1920er/30er-Jahren als Gefängnis und Garage des Krankenwagens genutzt; spätere Verwendung als Notunterkunft | 1883                                     | 20. Oktober 1987   | 01.32           |
| Fachwerkhaus                                         | Fachwerkhaus                                         | Horn Burgstr. 25 Karte                                    | Fachwerkhaus mit Dielentor und verbrettertem Frontgiebel. | 1827                                     | 27. Mai 1988       | 01.33           |
| Burgscheune                                          | Burgscheune                                          | Horn Burgstr. 7 Karte                                     | |                                          | 30. März 1990      | 01.34           |
| Fachwerkhaus                                         | Fachwerkhaus                                         | Horn Heerstr. 68 Karte                                    | |                                          | 24. Juli 1991      | 01.35           |
| Merkur-Relief                                        | Merkur-Relief                                        | Horn Heerstr. 3 Karte                                     | |                                          | 24. Juli 1991      | 01.36           |
| Fachwerkhaus                                         | Fachwerkhaus                                         | Horn Heerstr. 86 Karte                                    | Vierständerbau mit profilierten Hölzern und hohem Giebel. |                                          | 15. August 1991    | 01.37           |
| Ackerbürgerhaus                                      | Ackerbürgerhaus                                      | Horn Burgstr. 28 Karte                                    | |                                          | 2. August 1994     | 01.38           |
| weitere Bilder                                       | Jüdischer Friedhof (Horn)                            | Horn Paderborner Str. Karte                               | eröffnet um 1850, 1156 m², 108 Gräber |                                          | 25. April 1995     | 01.39           |
| Steinernes Kreuz                                     | Steinernes Kreuz                                     | Horn Steinheimer Str./Hessenring Karte                    | |                                          | 23. Oktober 1995   | 01.40           |
| ehem. Ackerbürgerhaus                                | ehem. Ackerbürgerhaus                                | Horn Mittelstr. 91 Karte                                  | |                                          | 14. Februar 1996   | 01.41           |
| weitere Bilder                                       | ehem. städt. Friedhof Horn                           | Horn Steinheimer Str. Karte                               | |                                          | 26. August 1997    | 01.42           |
| Buschmühle                                           | Buschmühle                                           | Horn Wiebuscher Weg 36 Karte                              | |                                          | 10. Juli 1998      | 01.43           |
| Verwaltungsgebäude                                   | Verwaltungsgebäude                                   | Horn Burgstr. 11 Karte                                    | |                                          | 9. November 1998   | 01.44           |
| ehem. Ackerbürgerhaus                                | ehem. Ackerbürgerhaus                                | Horn Mittelstr. 62 Karte                                  | |                                          | 25. Februar 1999   | 01.45           |
| weitere Bilder                                       | ehem. städt. Forsthaus mit Stallgebäude              | Horn Jahnstr. 2 Karte                                     | |                                          | 29. Juli 1999      | 01.46           |
| ehem. Bürgerhaus                                     | ehem. Bürgerhaus                                     | Horn Heerstr. 47 Karte                                    | Bürgerhaus mit Deelen-Vorderhaus und Hinterkammer sowie Utlucht auf der linken Seite |                                          | 29. August 2000    | 01.47           |
| ehem. Schierenberg-Kindergarten                      | ehem. Schierenberg-Kindergarten                      | Horn Leopoldstaler Str. 15 Karte                          | erbaut 1891 als Kleinkinderbewahranstalt bzw. Karolinenanstalt durch eine Stiftung des ehemaligen Bürgermeisters Schierenberg | 1891                                     | 15. Januar 2001    | 01.48           |
| ehem. Waschplatz                                     | ehem. Waschplatz                                     | Horn Nordstr. zwischen Gebäude 37 u. 39 Karte             | |                                          | 21. Mai 2012       | 01.50           |
| ehem. Ackerbürgerhaus                                | ehem. Ackerbürgerhaus                                | Horn Pfuhlstr. 14 Karte                                   | |                                          | 9. November 2012   | 01.51           |
| ehem. Bauernhaus                                     | ehem. Bauernhaus                                     | Horn Mittelstr. 49 Karte                                  | |                                          | 18. Dezember 2014  | 01.52           |
| ehem. Bauernhaus                                     | ehem. Bauernhaus                                     | Horn Wallstr. 18 Karte                                    | | 1661                                     | 4. Dezember 2014   | 01.53           |
| weitere Bilder                                       | Fachwerkhaus in Bad Meinberg                         | Bad Meinberg Knickstr. 3 Karte                            | |                                          | 8. Dezember 1983   | 02.1            |
| Fachwerkhaus                                         | Fachwerkhaus                                         | Bad Meinberg Brunnenstr. 44 Karte                         | |                                          | 9. Dezember 1983   | 02.2            |
| Evangelische Kirche Bad Meinberg mit Kirchhügel      | Evangelische Kirche Bad Meinberg mit Kirchhügel      | Bad Meinberg Brunnenstr. 44 a Karte                       | |                                          | 9. Dezember 1983   | 02.3            |
| Fachwerkhaus                                         | Fachwerkhaus                                         | Bad Meinberg Brunnenstr. 46 Karte                         | |                                          | 12. Dezember 1983  | 02.4            |
| Kurhaus „Zur Rose“ in Bad Meinberg                   | Kurhaus „Zur Rose“ in Bad Meinberg                   | Bad Meinberg Parkstr. 47 Karte                            | |                                          | 19. März 1984      | 02.5            |
| Kurhaus „Zum Stern“                                  | Kurhaus „Zum Stern“                                  | Bad Meinberg Parkstr. 15 Karte                            | |                                          | 19. März 1984      | 02.6            |
| Kurpark                                              | Kurpark                                              | Bad Meinberg Brunnenpavillon und Logiehaus Karte          | |                                          | 19. März 1984      | 02.7            |
| Sonnenuhr                                            | Sonnenuhr                                            | Bad Meinberg Kurpark Karte                                | |                                          | 19. März 1984      | 02.8            |
| weitere Bilder                                       | Fachwerkhausgruppe                                   | Bad Meinberg Knickstr. 9 Karte                            | |                                          | 23. Oktober 1984   | 02.9            |
| Denkmal für Graf Simon August zur Lippe              | Denkmal für Graf Simon August zur Lippe              | Bad Meinberg Parkstr. Karte                               | erstellt 1789 durch den Detmolder Bildhauer Schlupf; ursprünglicher Standort im Boskett des Lustgarten, 1839 Verlegung an den Friedrichstaler Kanal, 1856 auf die 1. Terrasse des Mausoleums; vor 1968 in den Bad Meinberger Kurpark versetzt, dort mit einer weiteren Plakette am Fuß versehen | 1789                                     | 9. Oktober 1987    | 02.10           |
| Fachwerkhaus                                         | Fachwerkhaus                                         | Bad Meinberg Bahnhofstr. 112 Karte                        | |                                          | 25. Mai 1988       | 02.11           |
| weitere Bilder                                       | sogen. Kavaliershaus                                 | Bad Meinberg Oberförster-Feige-Weg 1a Karte               | |                                          | 29. April 1993     | 02.13           |
| Südfassade des ehem. Lesesaals und Gesellschaftshaus | Südfassade des ehem. Lesesaals und Gesellschaftshaus | Bad Meinberg Parkstr. 15 Karte                            | |                                          | 14. Februar 1995   | 02.14           |
| Kaiser-Wilhelm-Denkmal                               | Kaiser-Wilhelm-Denkmal                               | Bad Meinberg Brunnenstraße Karte                          | |                                          | 20. März 1997      | 02.15           |
| weitere Bilder                                       | Fürstendenkmal Meinberger Schweiz                    | Bad Meinberg Meinberger Schweiz Karte                     | |                                          | 6. November 1997   | 02.16           |
| ehem. Forsthaus Bad Meinberg                         | ehem. Forsthaus Bad Meinberg                         | Bad Meinberg Am Försterberg 12 Karte                      | |                                          | 11. Mai 2000       | 02.17           |
| weitere Bilder                                       | ehem. Kläranlage                                     | Bad Meinberg Karte                                        | |                                          | 9. Februar 2005    | 02.18           |
| weitere Bilder                                       | Fachwerkkapelle Belle                                | Belle Pyrmonter Str. 141 Karte                            | | 1741                                     | 9. Dezember 1983   | 03.1 Wikidata   |
| Fachwerkgiebelhaus                                   | Fachwerkgiebelhaus                                   | Belle Pyrmonter Str. 132 Karte                            | |                                          | 15. März 1984      | 03.2            |
| Fachwerkgiebelhaus in Belle                          | Fachwerkgiebelhaus in Belle                          | Belle Pyrmonter Str. 128 Karte                            | | 1770                                     | 15. März 1984      | 03.3            |
| Fachwerkgiebelhaus                                   | Fachwerkgiebelhaus                                   | Belle Pyrmonter Str. 134 Karte                            | | 1834                                     | 15. März 1984      | 03.4            |
| Fachwerkgiebelhaus                                   | Fachwerkgiebelhaus                                   | Belle Pyrmonter Str. 130 Karte                            | |                                          | 15. März 1984      | 03.5            |
| Jüdischer Friedhof Belle                             | Jüdischer Friedhof Belle                             | Belle Pyrmonter Str. Karte                                | 129 m², 13 Grabsteine und eine Gedenktafel; Friedhof im Privatbesitz einer emigrierten Familie, Pflege erfolgt durch die Stadt |                                          | 25. April 1995     | 03.6            |
| Bauernhaus                                           | Bauernhaus                                           | Belle Oberbeller Weg 8 Karte                              | | 1792                                     | 8. Februar 2005    | 03.7            |
| weitere Bilder                                       | ehem. Bauernhaus in Bellenberg                       | Bellenberg Alte Treppe 1 Karte                            | |                                          | 23. Juni 1997      | 04.1            |
| weitere Bilder                                       | Heestener Warte                                      | Heesten Ziegenberg Karte                                  | |                                          | 9. Oktober 1987    | 07.1            |
| Fachwerkhaus in Holzhausen-Externsteine              | Fachwerkhaus in Holzhausen-Externsteine              | Holzhausen-Externsteine Stemberg 1 Karte                  | |                                          | 20. Januar 1984    | 08.1            |
| Fachwerkgiebelhaus                                   | Fachwerkgiebelhaus                                   | Holzhausen-Externsteine Lange Str. 45 Karte               | |                                          | 5. März 1984       | 08.2            |
| Fachwerkgiebelhaus                                   | Fachwerkgiebelhaus                                   | Holzhausen-Externsteine Lange Str. 21 Karte               | |                                          | 5. März 1984       | 08.3            |
| Externsteine                                         | Externsteine                                         | Holzhausen-Externsteine Karte                             | |                                          | 19. März 1984      | 08.4            |
| Fachwerkhaus                                         | Fachwerkhaus                                         | Holzhausen-Externsteine Stemberg 3 Karte                  | |                                          | 19. April 1994     | 08.5            |
| weitere Bilder                                       | Hofanlage „Gut Kempen“                               | Kempenfeldrom Kempener Str. 35 Karte                      | |                                          | 20. Februar 1990   | 09.1            |
| Wegekreuz in Kempenfeldrom                           | Wegekreuz in Kempenfeldrom                           | Kempenfeldrom Pater-Beda-Weg (Einm. Feldromer Str.) Karte | |                                          | 16. Juli 1998      | 09.2            |
| Denkkreuz                                            | Denkkreuz                                            | Kempenfeldrom Bickelberg Karte                            | |                                          | 18. Januar 1999    | 09.3            |
| weitere Bilder                                       | Torhaus Gut Rothensiek in Leopoldstal                | Leopoldstal Rothensieker Weg Karte                        | |                                          | 7. November 1984   | 10.1            |
| weitere Bilder                                       | Trigonometrischer Punkt Lippische Velmerstot         | Leopoldstal Velmerstot Karte                              | | 1875                                     | 27. August 1992    | 10.2            |
| ehem. Feuerwehrgerätehaus Leopoldstal                | ehem. Feuerwehrgerätehaus Leopoldstal                | Leopoldstal Birkenweg/Rothensieker Weg Karte              | |                                          | 10. Februar 2005   | 10.3            |
| Bauernhaus von 1811 in Vahlhausen                    | Bauernhaus von 1811 in Vahlhausen                    | Vahlhausen Steinheimer Str. 133 Karte                     | |                                          | 9. Februar 1993    | 12.1            |
| weitere Bilder                                       | Bollmühle in Veldrom                                 | Veldrom An der Bollmühle 1 Karte                          | | 1665                                     | 16. Juli 1998      | 13.1            |
| weitere Bilder                                       | 82 historische Grenzsteine                           |                                                           | |                                          | 21. März 2013      | 15.1            |
|                                                      | 20 historische Grenzsteine                           |                                                           | |                                          | 21. März 2013      | 15.2            |

Aus der Denkmalliste ausgetragene/gelöschte Objekte:
| Bild                          | Bezeichnung                        | Lage                                                   | Beschreibung | Bauzeit | Eingetragen seit  | Denkmal- nummer |
| ----------------------------- | ---------------------------------- | ------------------------------------------------------ | --- | ------- | ----------------- | --------------- |
| ehem. Bauernhaus in Horn      | ehem. Bauernhaus in Horn           | Horn Heerstr. 74 (gelöscht 26.01.2010) Karte           | |         | 17. November 2008 | 01.49           |
| Fachwerkhaus in Bad Meinberg  | Fachwerkhaus in Bad Meinberg       | Bad Meinberg Moorstr. 8 (gelöscht am 08.11.2007) Karte | |         | 14. April 1989    | 02.12           |
| weitere Bilder                | Bauernhaus von 1745 in Schmedissen | Schmedissen Werregrund 3 Karte                         | |         | 26. Januar 1996   | 11.1            |
| ehem. Bauernhaus, Beinker Hof | ehem. Bauernhaus, Beinker Hof      | Bad Meinberg Moorstr. 27 Karte                         | Erbaut 1848 von Heinrich Beinker und Charlotte geb. Hellweg. War im 20. Jahrhundert Cafe und Restaurant. 2022 ungenehmigt abgerissen | 1848    | 6. April 2018     | 02.19           |